# Fortim d'El-Rei
O Fortim d'El-Rei, também referido como Fortim do Mindelo, localiza-se na cidade do Mindelo, na ilha de São Vicente, em Cabo Verde.

## História
O forte foi erguido em 1852, com a função de defesa do Porto Grande e da cidade. Foi guarnecido e artilhado com sete peças de ferro, mandadas fundir em Londres.
Tendo sido utilizado como prisão ao longo de sua história, em 1970 sofreu intervenção de consolidação e restauro.
Em 2009 arrancará no forte um projecto turístico-imobiliário de alto nível, de acordo com fontes ligadas ao Ministério da Economia do governo cabo-verdiano. Denominado como "Fortim Mindelo", visa a requalificação do antigo Fortim e a sua transformação em um complexo turístico a ser erguido junto à baía do Mindelo. O empreendimento foi lançado no festival de Cinema de Cannes de 2007, encontrando-se completamente vendido.